# Venus (Sandro Botticelli)
Die Venus ist ein Gemälde des Florentiner Künstlers Sandro Botticelli (1445–1510), das um 1490 entstanden ist. Es befindet sich seit 1821 in der Sammlung der Gemäldegalerie zu Berlin.
Das Bild teilt mit Botticellis bekanntem Gemälde Die Geburt der Venus das Motiv der so genannten „schamhaften Venus“, der Venus pudica.

## Zuschreibung
Das Berliner Bild ist nach Wilhelm von Bode, dem Leiter der Gemäldegalerie von 1890 bis 1905, eine eigenhändige Arbeit Botticellis und als Studie für die Florentiner Geburt der Venus entstanden. Der Kunsthistoriker Giovanni Morelli sah 1893 in dem Tafelbild im Gegensatz zu Bode eine Werkstattarbeit.

## Material und Technik
Das Gemälde ist hochrechteckig (158,1 × 68,5 cm) und mit Ölfarben auf Leinwand gemalt.

## Beschreibung
Die annähernd lebensgroße Göttin steht in einem nicht näher definierten Raum auf einem grauen Bodenstreifen. Sie empfängt Licht von links oben; die Lichtquelle ist nicht zu sehen. Venus ist im Kontrapost dargestellt und dreht sich leicht zum Betrachter.
Ihre Hände versuchen den entblößten Körper zu verdecken und sie nutzt ihr langes Haar um ihre Scham zu verbergen. Ihr Kopf neigt sich zur rechten Seite und die Röte in ihrem Gesicht mit dem gesenkten Blick wiederholt ihr Schamgefühl. Die goldenen Haare sind schmuckvoll frisiert und ihre Locken heben sich deutlich vor dem schwarzen Hintergrund ab.
Das Motiv der Venus pudica verwendete Botticelli außer in der Geburt der Venus in zwei weiteren Venus-Darstellungen, in denen er die weiblichen Akte vor einen schwarzen Hintergrund setzt.

## Ikonographie
Venus, die altitalische Göttin der Liebe, des Verlangens und des Liebreizes wird seit dem 4. Jahrhundert mit der griechischen Aphrodite gleichgesetzt. Die Marmorstatue der Aphrodite von Knidos (350 v. Chr.) begründete den Typus der Venus pudica in der Antike und zeigt die erste lebensgroße Darstellung einer nackten Frau. Die keusche Pose soll die Göttin als Symbol der geistigen, nicht der körperlichen, Liebe darstellen.
Die künstlerische Auseinandersetzung mit der antiken Figur der Venus pudica erfolgte schon vor Botticellis Geburt der Venus. In Florenz waren Versionen der berühmten antiken Fassung der Venus Medici im 15. Jahrhundert zu sehen, die als Vorbild für die Venus-Darstellungen Botticellis wurde. Die Beziehung dieser antiken Skulptur zum Berliner Gemälde der Venus Botticellis wurde schon im ersten Berliner Galerienkatalog von 1830 festgestellt, doch erst nach dem Ausstellen der Geburt der Venus in den Uffizien nach 1840 wurde die „Berliner Venus“ als ausgeführte Studie der Florentiner „Geburt“ um 1878 bezeichnet, wie Wilhelm von Bode bestätigte.
In der Forschung von Aby Warburg wurde das Gesicht der Venus mit der florentinischen Adligen Simonetta Vespucci in Verbindung gebracht, die zu der Zeit als schönste Frau Florenz galt. Der idealisierte Frauentypus mit der hohen Stirn, dem langen Hals und den zarten Gesichtszügen ist mehrfach in Frauendarstellungen Botticellis anzutreffen (Porträt einer Dame, 1475–1480) und entspricht dem Schönheitsideal im Florenz des 15. Jahrhunderts.

## Weitere Fassungen
Eine weitere Venus-Darstellung aus demselben Jahr wiederholt den Typus der Venus pudica mit der Körperhaltung, den fallenden Haaren und dem passiven Gesichtsausdruck. Diese Venus trägt einen schimmernden, durchblickenden Stoff und eine Perle auf dem Scheitel.

## Provenienz
Das Gemälde war möglicherweise – wie Botticellis Primavera und die Geburt der Venus – eine Auftragsarbeit für Lorenzo di Pierfrancesco de’ Medicis Villa di Castello. 1821 wurde es aus der Sammlung Edward Sollys für die Gemäldegalerie Berlin erworben.

## Ausstellungen
Das Bild hing 2015 in der Ausstellung „The Botticelli Renaissance“, die von September 2015 bis Ende Januar 2016 in der Berliner Gemäldegalerie und vom 5. März 2016 bis zum 3. Juli 2016 im Victoria and Albert Museum in London zu sehen war. In dieser Ausstellung wurde sie neben Kunstwerken von Künstlern wie LaChapelle, Tomoko Nagao oder Andy Warhol gezeigt, die sich mit Werken Botticellis auseinandersetzten.